# Ala romana
Ala era el nom que donaven els romans a les parts laterals dels exèrcits en una batalla. Cada legió anava acompanyada d'un cos de 300 equites, segons diu Polibi que se situaven als flancs de la infanteria i, per tant, s'anomenaven alae. Segons Aulus Gel·li, que cita a Luci Cinci Aliment, s'anomenaven així perquè estaven situades al costat de les legions, a dreta i esquerra, com les ales d'un ocell.
Més tard, els socii o aliats de Roma, van ser obligats a contribuir amb homes per l'exèrcit, i es situaven al costat (a les ales) de les legions, que ocupaven el centre de la línia de batalla. Les tropes aliades eren anomenades alae o alarii, tant si eren d'infanteria com de cavalleria. Segons Titus Livi s'anomenaven dextera ala i sinistra ala, encara que el nom no sempre corresponia a la seva situació.
Quan la ciutadania romana es va estendre a tota Itàlia, l'exèrcit el formaven tots els reclutats al país, i la paraula alarii es va reservar per les tropes aliades estrangeres (auxilia) que servien amb l'exèrcit romà. Aportaven normalment deu mil infants i 1800 cavallers en cada exèrcit consular format per dues legions. Ala era doncs sinònim de contingent aliat.
En època imperial el nom es va donar a les divisions de cavalleria de 500 o 1000 cavallers, dividida la primera en 16 turmes (turmae) i cada turma estava dirigida per tres decurions. Posteriorment l'ala era miliaria o quingenaria. En el primer cas hi havia 24 turmae i en el segon 16, a més dels oficials corresponents.